# Eldoret
Eldoret ist eine Stadt im Westen Kenias, ungefähr 360 Kilometer südlich von Lodwar und mit 475.716 Einwohnern (Stand: 2019; Stand bei der Volkszählung 2009: 247.500) die fünftgrößte Stadt Kenias. Eldoret ist die Hauptstadt des Uasin Gishu Countys und katholischer Bistumssitz.

## Geschichte
Der Name der Stadt stammt vom Massai-Wort „Eldoret“, was etwa „steiniger Fluss“ bedeutet und auf das Flussbett des Sosiani hinweist, das in der Nähe von Eldoret sehr felsig ist. Das heutige Stadtgebiet liegt auf einer Höhe zwischen 2.100 und 2.700 Metern.
Ursprünglich war die Gegend der Stadt von den Sirikwa besiedelt, später von den Massai und zu Beginn der Kolonialzeit von den Nandi.
Der Ort selbst entstand 1910 mit der Eröffnung einer Poststelle an einer Farm, die Siedlung hieß bei den weißen Siedlern einfach Farm 64 oder nur 64. Willy van Aardt kaufte die Farm und benannte den Ort 1912 offiziell in Eldoret um.
Viele der ursprünglichen Siedler in dem Ort waren Afrikaans sprechende Südafrikaner, die 1908 aus Südafrika nach Kenia gekommen waren. Nach und nach kamen auch viele europäische und asiatische Siedler in die Stadt.
Mit dem Anschluss an das Eisenbahnnetz zwischen Mombasa und Uganda im Jahre 1924 begann ein großer wirtschaftlicher Aufschwung der Stadt. 1928 wurde fließendes Wasser in der gesamten Stadt und 1933 ein elektrischer Generator installiert. In den 1920er Jahren wurde im Ort ein Schulgebäude nach dem Entwurf des britischen Architekten Herbert Baker errichtet.
Nach der Unabhängigkeit Kenias ließ in den 1960er Jahren der erste Präsident des Landes Jomo Kenyatta viele landlose Kikuyu aus Zentralkenia im Rift-Valley ansiedeln.
Heute ist Eldoret die am schnellsten wachsende Stadt in Kenia und der Geburtsort vieler kenianischer Laufstars wie Kipchoge Keino. Julius Sang und Lucas Sang, beide 400-Meter-Läufer, starben 2004 bzw. 2008 in Eldoret. Ex-Präsident Daniel arap Moi hat die Stadt erheblich ausgebaut und zum Beispiel den Eldoret International Airport bauen lassen.
Seit den Präsidentschaftswahlen in Kenia Ende Dezember 2007 ist der Name der Stadt auch verknüpft mit einem Massaker: Mindestens 30 Menschen verbrannten am Neujahrstag, als Anhänger des unterlegenen Oppositionskandidaten Raila Odinga eine Freikirche bei Eldoret entzündeten. Die meisten hatten in dem Gebäude Schutz vor marodierenden Milizen gesucht, denn sie gehörten der Kikuyu-Ethnie an wie der wiedergewählte Präsident Mwai Kibaki. Eldoret gilt wie der gesamte Westen Kenias als Hochburg von Raila Odinga. Dieser spricht von Wahlbetrug und steht damit im Einklang mit internationalen Wahlbeobachtern.

## Universitäten
Die Moi University in Eldoret wurde 1984 als zweitälteste staatliche Universität des Landes nach der University of Nairobi gegründet, während der Amtszeit des zweiten Staatspräsidenten Kenias, Daniel arap Moi, dessen Namen sie trägt. Ihr Schwerpunkt liegt auf Naturwissenschaften und Technik. Im ersten Jahr bestand sie lediglich aus dem aus der University of Nairobi ausgegliederten Fachbereich Forstwesen mit 83 Studenten. 1996 eröffnete an der Moi University, als zweite Einrichtung dieser Art in Kenia, die School of Medicine.
Die Moi University ist auf acht Campus verteilt und besteht aus zwei konstituierenden Colleges. Die Studierendenzahl liegt bei über 31.000. Geleitet wird sie von Chancellor Miriam Were (seit 19. September 2013) und Vice-Chancellor (Rektor) Richard K. Mibey (seit September 2006).
Zudem ist Eldoret der Sitz des AMECEA Pastoral Institute (API), das seit 2009 einer der Standorte der Katholischen Universität von Ostafrika (CUEA) ist.

## Sport
Die Stadt Eldoret ist bekannt für ihre zahlreichen Leichtathletikwettkämpfe, insbesondere die nationalen Sichtungswettkämpfe im Langstreckenlauf. Diese Wettkämpfe sind jährlich die Chance für Läuferinnen und Läufer, sich für das kenianische Nationalteam oder auch für internationale Rennen zu qualifizieren und zu zeigen. Sie finden im Crosslauf, im 10-km-Straßenlauf sowie im Halbmarathon statt. Viele nationale und internationale Spitzensportler, vor allem Mittel- und Langstreckenläuferinnen und -läufer, nehmen an den Wettkämpfen von Eldoret teil. Der Eldoret Discovery Half Marathon (Januar/Februar) fand 2019 bereits zum 28. Mal statt. Die die nationalen Crossmeisterschaften (Discovery Cross Country Championships) werden auch bereits seit 29 Jahren in Eldoret ausgerichtet. Das 10-km-Sichtungs-Straßenrennen (Discovery 10km road race) wird nach vier Jahren in Nyahururu (dort als Halbmarathon) 2020 wieder in Eldoret durchgeführt.
Bekannt ist auch das New KCC/Athletics Kenya weekend track and field, das im Eldoret Municipal Stadium ausgerichtet wird. Weitere Laufveranstaltungen sind etwa der Eldoret City Marathon (April, seit 2002), der seit 2003 veranstaltete Kass Marathon (November), das Great Tuskys 10Km Road Race (seit 1996), das Ziwa Famers Road Race (seit 1991) und der Bishop Korir Memorial Cross Country im November. Der Family Bank Half Marathon, der im Oktober 2019 zum dreizehnten Mal mit 1500 Finishern stattfand, zieht nicht nur die nationale Läuferelite, sondern auch Freizeitsportler an.

## Klimatabelle
|                       | Jan  | Feb  | Mär  | Apr  | Mai  | Jun  | Jul  | Aug  | Sep  | Okt  | Nov  | Dez  |   |      |
| Mittl. Tagesmax. (°C) | 25,0 | 25,8 | 25,8 | 24,1 | 23,6 | 22,9 | 21,8 | 21,9 | 23,3 | 23,9 | 23,2 | 23,6 | ⌀ | 23,7 |
| Mittl. Tagesmin. (°C) | 9,4  | 9,6  | 10,6 | 11,8 | 10,8 | 9,3  | 9,8  | 9,6  | 9,0  | 10,2 | 10,8 | 9,9  | ⌀ | 10,1 |
|                       |      |      |      |      |      |      |      |      |      |      |      |      |   |      |
| Niederschlag (mm)     | 36   | 42   | 66   | 154  | 121  | 94   | 162  | 175  | 82   | 49   | 57   | 44   | Σ | 1082 |
|                       |      |      |      |      |      |      |      |      |      |      |      |      |   |      |
| Regentage (d)         | 4    | 5    | 6    | 13   | 12   | 9    | 17   | 16   | 8    | 8    | 8    | 4    | Σ | 110  |

| 9,4 |

| 9,6 |

| 10,6 |

| 11,8 |

| 10,8 |

| 9,3 |

| 9,8 |

| 9,6 |

| 9,0 |

| 10,2 |

| 10,8 |

| 9,9 |

| 9,4 |

| 9,6 |

| 10,6 |

| 11,8 |

| 10,8 |

| 9,3 |

| 9,8 |

| 9,6 |

| 9,0 |

| 10,2 |

| 10,8 |

| 9,9 |

## Städtepartnerschaften
- Portsmouth (Virginia) in den USA[10]
- Bad Vilbel[11] in Deutschland

## Söhne und Töchter der Stadt
- Catherine Caughey (1923–2008), britisch-neuseeländische Informatikerin und Ergotherapeutin
- Bill Schermbrucker (1938–2019), kanadischer Schriftsteller und Hochschullehrer
- Mike Boit (* 1949), Mittelstreckenläufer und Hochschullehrer
- Ibrahim Hussein (* 1958), kenianischer Langstreckenläufer, Leichtathletiktrainer, Geschäftsmann; älterer Bruder von Mbarak Kipkorir Hussein
- David Kitur (* 1962), kenianischer Sprinter (400 m), Bruder von Samson Kitur
- Mbarak Kipkorir Hussein (* 1965), US-amerikanischer Langstreckenläufer kenianischer Herkunft; jüngerer Bruder von Ibrahim Hussein
- Samson Kitur (1966–2003), kenianischer Sprinter (400 m), Bruder von David Kitur
- Simon Biwott (* 1970), ehemaliger kenianischer Marathonläufer
- Philip Boit (* 1971), Skilangläufer
- Juliana Rotich (* 1977), IT-Expertin und Managerin
- Viola Bor Chepketing (* 1979), Langstreckenläuferin
- Brian Ombiji (* 1982), Fußballspieler
- Alfred Kirwa Yego (* 1986), Mittelstreckenläufer
- Emmanuel Bor (* 1988), US-amerikanischer Langstreckenläufer
- Hillary Bor (* 1989), US-amerikanischer Hindernisläufer
- Asbel Kiprop (* 1989), Mittel- und Langstreckenläufer
- Polat Kemboi Arıkan, Geburtsname Paul Kipkosgei Kemboi, (* 1990), türkischer Langstreckenläufer
- Ednah Kurgat (* 1991), US-amerikanische Langstreckenläuferin
- Geoffrey Kamworor (* 1992), Langstreckenläufer
- Yasemin Can (* 1996), türkische Langstreckenläuferin
- Jonah Koech (* 1996), US-amerikanischer Mittelstreckenläufer
- Edwin Kurgat (* 1996), Langstreckenläufer
- Nicholas Kimeli (* 1998), Langstreckenläufer